# Országos Közegészségügyi Központ
Az Országos Közegészségügyi Központ (rövidítve: OKK) egy közigazgatási szerv Magyarországon, amely 2017. április 1-jével szűnt meg.

## Feladatai
„Az OKK az Állami Népegészségügyi és Tisztiorvosi Szolgálatról, a népegészségügyi szakigazgatási feladatok ellátásáról, valamint a gyógyszerészeti államigazgatási szerv kijelöléséről szóló 323/2010. (XII.27.) Korm. rendelet, valamint a mindenkor hatályos egyéb jogszabályokban meghatározottak szerint látja el a számára előírt feladatokat, különös tekintettel az alábbiakra:
Az OKK az Igazgatóságai révén, a környezet és település-egészségügy, a kémiai-biztonság, a sugáregészségügy, sugárbiztonság és sugárbiológia szakterületeken szakmai módszertani, nyilvántartási, koordinálási, tudományos kutatási, képzési, továbbképzési, tájékoztatási, valamint hazai és nemzetközi szakértői feladatokat lát el. Az Európai Unió közvetlenül alkalmazandó jogi előírásai szerint egyes eljárásokban ellátja a tagállami feladatokat, szakmai kapcsolatot tart az Európai Unió megfelelő szakterületeinek illetékes szerveivel.
Környezetegészségügyi- és településegészségügyi tevékenysége keretében vizsgálja, elemzi és nyilvánosságra hozza a lakosság egészségi állapotát veszélyeztető természetes és épített (települési és lakó) környezeti egészségkockázati tényezőket, a károsító hatások egészségkockázatát, azok megelőzésének és csökkentésének lehetőségét. Koordinálja és végzi a humán biomonitoring vizsgálatokat, gyermek- és ifjúsághigiénés tevékenységet végez. Hatásbecslések alapján környezetegészségügyi határértékeket határoz meg.
Részt vesz a kémiai biztonsági tevékenységgel összefüggő kormányzati döntések, stratégiák, jogszabályok megalapozásában, az ezzel kapcsolatos felmérésekben. Működteti az Egészségügyi Toxikológiai Tájékoztató Szolgálatot, a hazai méregközpontot, a kémiai biztonsági információs központot, valamint vezeti a veszélyes vegyi anyagok és veszélyes keverékek hazai nyilvántartását.”

## Székhelye
1097 Budapest, Albert Flórián út 2-6.

### Telephelyei
1097 Budapest, Albert Flórián út 2-6., továbbá 1097 Budapest, Nagyvárad tér 2., valamint 1221 Budapest, Anna u. 5.

## Története
Alapításának kelte 2007. január 1. jogelődei között volt az Országos Kémiai Biztonsági Intézet (1097 Budapest, Nagyvárad tér 2.), valamint az Országos Frédéric "Joliot-Curie" Sugárbiológiai és Sugáregészségügyi Kutató Intézet (1221 Budapest, Anna u. 5.)
2017. április elsejével – további három háttérintézménnyel együtt, az Országos Közegészségügyi Központ is megszűnik – közölte a Miniszterelnökség a Magyar Hírlappal. Ezek az intézmények jogutódlással szűnnek meg; feladataik járási hivatalokhoz vagy kormányhivatalokhoz kerülnek.